# Тенгарринья, Маргарида
Маргарида Тенгарринья (порт. Margarida Tengarrinha, 7 мая 1928, Портиман — 26 октября 2023, Портиман) — португальская педагог, писательница, художница и иллюстратор. Как член Португальской коммунистической партии (ПКП), она активно выступала против авторитарного режима Estado Novo, правившего Португалией с 1926 по 1974 год, играя роль в подделке документов и публикации партийного журнала Avante!. Она провела два года в Москве с будущим лидером ПКП Альвару Куньялом, а затем работала в Бухаресте (Румыния) на радиостанции, вещающей на Португалию. После свержения режима стала депутатом Ассамблеи Республики. Позже она писала мемуары, преподавала в университете, иллюстрировала книги.

## Ранние годы
Мария Маргарида Карму Тенгарринья Кампос Коста родилась 7 мая 1928 года в Портимане, регион Алгарви, Португалия. Её отец был менеджером банка и ведущим представителем среднего класса Портимана. Её дедушка был инженером-строителем и отвечал за строительство дороги между Лиссабоном и Алгарви. Первым воспоминанием было восстание рабочих 18 января 1934 года против закрытия профсоюзов режимом Нового государства. Ранее состоявшие в профсоюзе рыбоконсервные рабочие, металлисты и сельскохозяйственные рабочие объявили забастовку, и из окна своего дома она увидела, как на их демонстрацию напали правительственные силы. Первая демонстрация, в которой она участвовала, состоялась 8 мая 1945 года, в День Победы в Европе. Хотя Португалия сохраняла нейтралитет во время Второй мировой войны, многие демонстранты восприняли победу союзников как поражение Нового государства, которое они считали фашистским.

## Начало общественной деятельности
Тенгарринья присоединилась к молодёжному отделению Движения демократического единства (порт. Movimento de Unidade Democrática, MUD), квазилегальной платформы демократических организаций, выступавших против Нового государства. В то время она посещала Escola Superior de Belas-Artes de Lisboa – ESBAL (Школу изящных искусств), которая сейчас интегрирована в Лиссабонский университет, и стала организатором участия этого колледжа в MUD. Её деятельность включала кампанию против ядерного оружия и требования, чтобы Португалия вышла из НАТО, с демонстрациями в Лиссабоне в феврале 1952 года во время саммита НАТО в городе. Это привело к её исключению из ESBAL в середине 1952 года вместе с ещё 81 студентом. Будучи одним из лидеров, она вместе со своим будущим мужем, художником-коммунистом Жозе Диашем Коэлью и Антониу Альфреду Пайва Нуньеш, была исключена, ей запретили посещать все колледжи страны и запретили преподавать в школе, где она работала. В том же году она стала членом Португальской коммунистической партии (ПКП).
Не имея источника дохода, Тенгарринья обратилась к активистке-феминистке Марии Ламас, которая недавно перестала быть редактором Modas e Bordados (Мода и вышивка), еженедельного журнала, издаваемого ежедневной газетой O Século. Ламас помогла Тенгарринье начать работу в журнале, где она писала статьи под несколькими псевдонимами и рисовала. Она также работала с Ламас по женским вопросам в комитете, в который входила Мария Антония Палла. Тенгарринья участвовала в написании речи для Марии Ламас, с которой та выступила на Всемирном конгрессе женщин в Копенгагене в июне 1953 года.

## Уход в подполье
Тенгарринья скрылась вместе с Коэлью в начале 1955 года не для того, чтобы спрятаться от тайной полиции, а потому, что ПКП сочла, что их художественные навыки могут быть полезны для изготовления поддельных документов. Помимо изготовления поддельных удостоверений личности и паспортов, пара стала важным координатором для членов ПКП, пытающихся избежать обнаружения. Она также выпустила бюллетень под названием «A Voz das Camaradas» («Голос товарищек»), предназначенный для женщин-членов ПКП. В начале 1961 года она прекратила заниматься подделкой документов и присоединилась к коллективу журнала Коммунистической партии «Avante!». 19 декабря 1961 года Коэлью был убит сотрудниками ПИДЕ (Международной полиции защиты государства, порт. Polícia Internacional e de Defesa do Estado). У них было две дочери, Тереза и Гуидинья.

## Москва и Бухарест
С 1962 по 1964 год Тенгарринья находилась в Москве, работая с лидером португальских коммунистов Алвару Куньялом и участвуя в работе над его 300-страничной книгой «Rumo à Vitória – As tarefas do Partido na Revolução Democrática e Nacional» (На пути к победе. Задачи партии в Демократической и национальной революции). Затем она переехала в Бухарест, столицу Румынии, где работала редактором «Rádio Portugal Livre», радиостанции ПКП, вещающей на Португалию. Но, несмотря на опасность, у неё было сильное желание вернуться в Португалию, что она и сделала в 1968 году, снова скрываясь и работая на ПКП, сначала в Лиссабоне, а затем в Порту. Она также возобновила работу с «Avante!». За это время были изготовлены три одинаковые матрицы для печати журнала. Один предназначался для типографии Лиссабона, другой — для типографии на севере Португалии, а третий хранился у неё дома. Переехав в Порту, она участвовала в выпуске издания A Terra, ориентированного на фермеров. В 1972 году она организовала в Порту демонстрацию против португальской колониальной войны, на которую пришли 40 000 человек.

## После Революции гвоздик
После Революции гвоздик в апреле 1974 года, в результате которой было свергнут режим Нового государства, Тенгарринья вернулась в Лиссабон в 1975 году, где работала с ПКП над вопросами сельскохозяйственной политики, такими как аграрная реформа. Она стала членом Центрального комитета ПКП, выступая за включение в него большего числа женщин, и депутатом ПКП от Алгарви в третьем и четвёртом законодательных органах Ассамблеи Республики в период с 1979 по 1983 год.

## Дальнейшая жизнь и смерть
Тенгарринья написала и проиллюстрировала несколько книг. Она была страстным художником и выставлялась на нескольких выставках. Она также преподавала искусство в Старшем университете Портимана. Тенгарринья стала первым лауреатом Премии Марии Веледы Регионального управления культуры Алгарви в 2016 году. Премия присуждается за вклад в обеспечение гендерного равенства, гражданства и недискриминации в Алгарви, а также за вклад в культуру.
Маргарида Тенгарринья умерла 26 октября 2023 года в возрасте 95 лет.